# 25 avril
Pour les articles homonymes, voir Vingt-Cinq-Avril.
25 mars 25 mai
Chronologies thématiques
- Croisades
- Ferroviaires
- Sports
- Disney
- Anarchisme
- Catholicisme

Abréviations / Voir aussi
- (° 1852) = né en 1852
- († 1885) = mort en 1885
- a.s. = calendrier julien
- n.s. = calendrier grégorien
- Calendrier
- Calendrier perpétuel
- Liste de calendriers
- Naissances du jour

Le 25 avril est le 115e jour, moins souvent le 116e, de l'année du calendrier grégorien ; il en reste ensuite 250.
Son équivalent était généralement le 6e jour du mois de floréal dans le calendrier républicain ou révolutionnaire français, officiellement dénommé jour de l'ancolie (une fleur renonculacée).

## Événements

### VIIIesiècle
- 772 ou 775 : victoire des Abbasside(s) sur les Arméniens lors de la bataille de Bagrévand.
- 799 : attentat perpétré sur la personne du Papa Léon III[1].

### XIesiècle
- 1058 : Malcolm III Canmore est couronné roi d'Écosse.

### XIIesiècle
- 1181 : bataille de Sunomata lors de la guerre de Genpei au Japon.
- 1185 : bataille de Dan-no-ura lors de la guerre de Genpei au Japon.

### XVIesiècle
- 1547 : à la bataille de Muehlberg, le duc d'Albe, commandant les forces espagnoles de Charles Quint, défait les troupes de la ligue de Smalkalde.

### XVIIesiècle
- 1607 : victoire et mort de Jacob van Heemskerk, à la bataille de Gibraltar, pendant la guerre de Quatre-Vingts Ans.
- 1644 : la rébellion de Li Zicheng pousse Chongzhen à se suicider, marquant, de la sorte, la fin de la dynastie Ming.
- 1660 : au Royaume-Uni, le Parlement de la Convention succède au Long Parlement.

### XVIIIesiècle
- 1707 : bataille d'Almansa lors de la guerre de Succession d'Espagne.
- 1792 : première utilisation de la guillotine, en place de Grève, à Paris, sur Nicolas Jacques Pelletier.

### XIXesiècle
- 1849 : incendie de l'hôtel du Parlement à Montréal.
- 1892 : attentat du Véry, une des premières attaques de l'Ère des attentats (1892-1894).

### XXesiècle
- 1905 : naissance de la Section française de l'Internationale ouvrière (SFIO), lors du congrès du Globe à Paris.
- 1915 : début de la campagne terrestre, lors de la bataille des Dardanelles.
- 1918 : victoire des ANZAC, lors de la bataille de Villers-Bretonneux.
- 1945 :
  - ouverture de la conférence de San Francisco.
  - jonction des troupes américaines et soviétiques, lors du jour de l'Elbe, près de Torgau.
  - retrait des dernières troupes allemandes de Finlande, mettant fin à la guerre de Laponie.
- 1950 : création de la République des Moluques du Sud.
- 1951 : victoire des Nations unies, à la bataille de Kapyong, pendant la guerre de Corée.

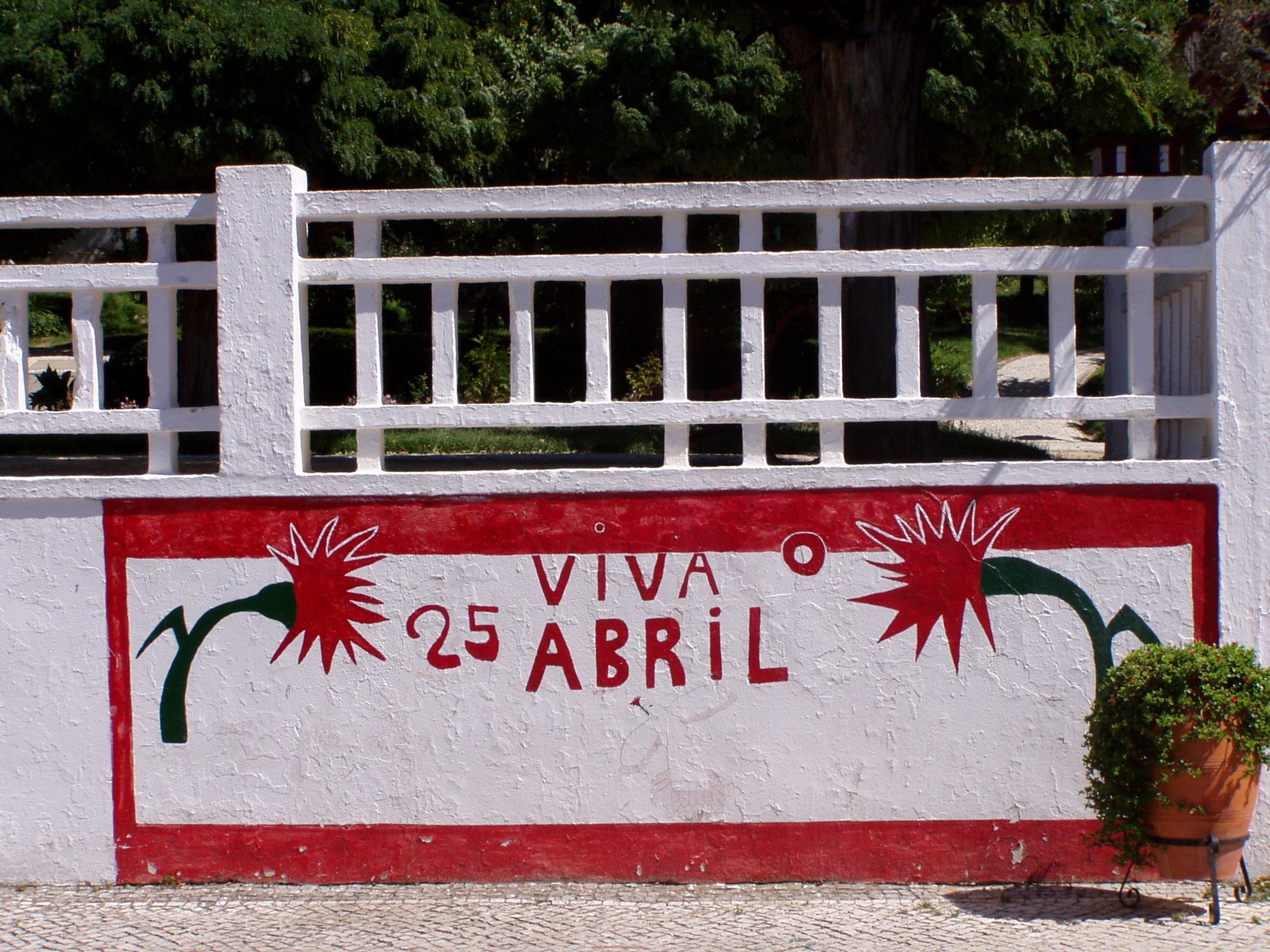
Hommage mural à la révolution portugaise "des Œillets"

- 1974 : révolution des Œillets (revolução dos cravos), au Portugal, y mettant fin à la dictature, puis aux ultimes colonisations portugaises en Afrique.
- 1983 : Samantha Smith est invitée à visiter l'Union soviétique par Iouri Andropov.
- 1986 : Mswati III est couronné roi du Swaziland.
- 1988 : John Demjanjuk, surnommé « Ivan le terrible », est condamné à mort pour son activité dans le camp d'extermination nazi de Sobibor.
- 1990 : Violeta Barrios de Chamorro est élue présidente du Nicaragua.

### XXIesiècle
- 2010 : réélection de Heinz Fischer à la présidence autrichienne.
- 2015 : fin de la bataille de Jisr al-Choghour à l'issue de laquelle des rebelles syriens prennent la ville de Jisr al-Choghour à des loyalistes.
- 2021 : en Albanie, les élections législatives ont lieu afin d'élire les 140 députés de la 10e législature du pays pour un mandat de quatre ans[2]. Elles sont remportées par le Parti socialiste du Premier ministre Edi Rama[3].

## Arts, culture et religion
- 1719 : publication de Robinson Crusoé par Daniel Defoe.
- 2021 : la 93e cérémonie des Oscars, organisée par l'Academy of Motion Picture Arts and Sciences, a eu lieu à la Union Station de Los Angeles pour récompenser les films sortis en 2020. Nomadland' reçoit l’Oscar du meilleur film[4].

## Sciences et techniques

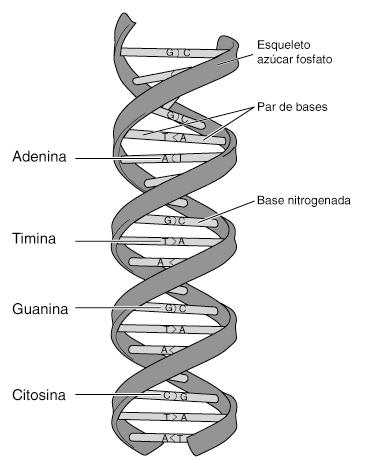
Structure de l'acide désoxyribonucléique ou ADN

- 1859 : début du percement du canal de Suez en Égypte.
- 1935 : première communication téléphonique autour du monde.
- 1953 : publication dans la revue Nature, de la découverte de la structure de l'ADN, par Francis Crick et James Dewey Watson.
- 1960 : succès de l'opération Sandblast. L'USS Triton (SSRN-586) achève la première circumnavigation en immersion.
- 1961 : le gouvernement français fait exploser sa dernière Gerboise, afin qu’elle ne tombe pas aux mains du quarteron de généraux putschistes.
- 1973 : ouverture complète du boulevard périphérique de Paris, après environ seize années de travaux, commencés vers 1957.

## Économie et société
- 1973 : inauguration du (dernier tronçon du) Boulevard périphérique parisien par le premier ministre français Pierre Messmer[5].
- 2015 : le Népal et l'Inde sont frappés par un violent séisme, de magnitude 7,9
- 2016 : début du treizième cycle de négociations du traité de libre-échange transatlantique.

## Naissances

### XIIIesiècle
- 1214 : Louis IX, futur « Saint Louis », roi de France de 1226 à sa mort († 25 août 1270 devenu date de la saint-Louis).
- 1228 : Conrad IV du Saint-Empire, roi des Romains († 21 mai 1254).
- 1284 : Édouard II, roi d'Angleterre († 21 septembre 1327).

### XVIesiècle

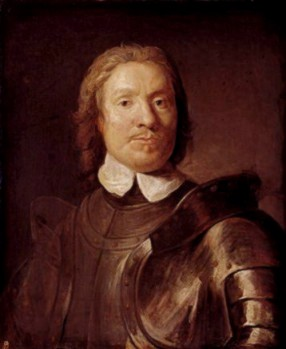
Oliver Cromwell par Gaspard de Crayer

- 1599 : Oliver Cromwell, militaire et Lord Protecteur anglais († 3 septembre 1658).

### XVIIesiècle
- 1657 : Pierre Chirac, médecin français († 1er mars 1732).

### XVIIIesiècle
- 1748 : Pierre-Louis Ginguené, journaliste, poète et historien français  († 16 novembre 1816).
- 1763 : Marco Mastrofini, mathématicien, philosophe, historien et abbé italien, concepteur d'un autre type de calendrier universel († 4 mars 1845).
- 1767 : Nicolas Charles Oudinot, militaire français († 13 septembre 1847).

### XIXesiècle
- 1806 : Henri Plon, éditeur français, fondateur de la maison d'édition Plon († novembre 1872).
- 1809 : Paul-Charles-Louis-Philippe de Ségur, homme politique français († 14 janvier 1886).
- 1814 : El Cano (Manuel Jiménez y Meléndez dit), matador espagnol († 23 juillet 1852).
- 1839 : Jules Barrême, avocat et haut-fonctionnaire français († 13 janvier 1886).
- 1840 : Piotr Ilitch Tchaïkovski, compositeur russe († 6 novembre 1893).
- 1842 : François Hennebique, ingénieur français († 7 mars 1921).
- 1849 : 
  - Felix Klein, mathématicien allemand († 22 juin 1925).
  - Nizier Anthelme Philippe, thaumaturge et guérisseur français († 2 août 1905).
- 1850 : Luise Adolpha Le Beau, pianiste et compositrice allemande († 17 juillet 1927).
- 1871 : Lorne Currie, marin britannique, double champion olympique († 21 juin 1926).
- 1872 : Matthew Kadalikattil, prêtre indien, vénérable († 23 mai 1935).
- 1874 : Guglielmo Marconi, physicien italien, prix Nobel de physique 1909 († 20 juillet 1937).
- 1876 : Jacob Nicol, homme d’affaires et homme politique canadien, propriétaire de journaux († 23 septembre 1958).
- 1888 : Jean Benoît-Lévy, cinéaste français († 2 août 1959).
- 1900 :
  - Gladwyn Jebb, diplomate britannique, premier Secrétaire général de l'ONU par intérim († 24 octobre 1996).
  - Wolfgang Ernst Pauli, physicien américain, prix Nobel de physique 1945 († 15 décembre 1958).

### XXesiècle
- 1906 : Meyer Fortes, anthropologue britannique († 27 janvier 1983).
- 1911 : Anne de Guigné, vénérable catholique française († 14 janvier 1922).
- 1915 : Jean Chevrier, acteur français († 13 décembre 1975).
- 1917 : Ella Fitzgerald, chanteuse américaine († 15 juin 1996).
- 1918 : Alain Savary, homme politique français († 17 février 1988).
- 1920 : Jean Carmet, acteur français († 20 avril 1994).
- 1921 : Karel Appel, peintre néerlandais († 3 mai 2006).
- 1922 : Georges Cottier, prélat suisse († 31 mars 2016).
- 1923 : 
  - Albert King, musicien américain († 21 décembre 1992).Albert Uderzo en 2008

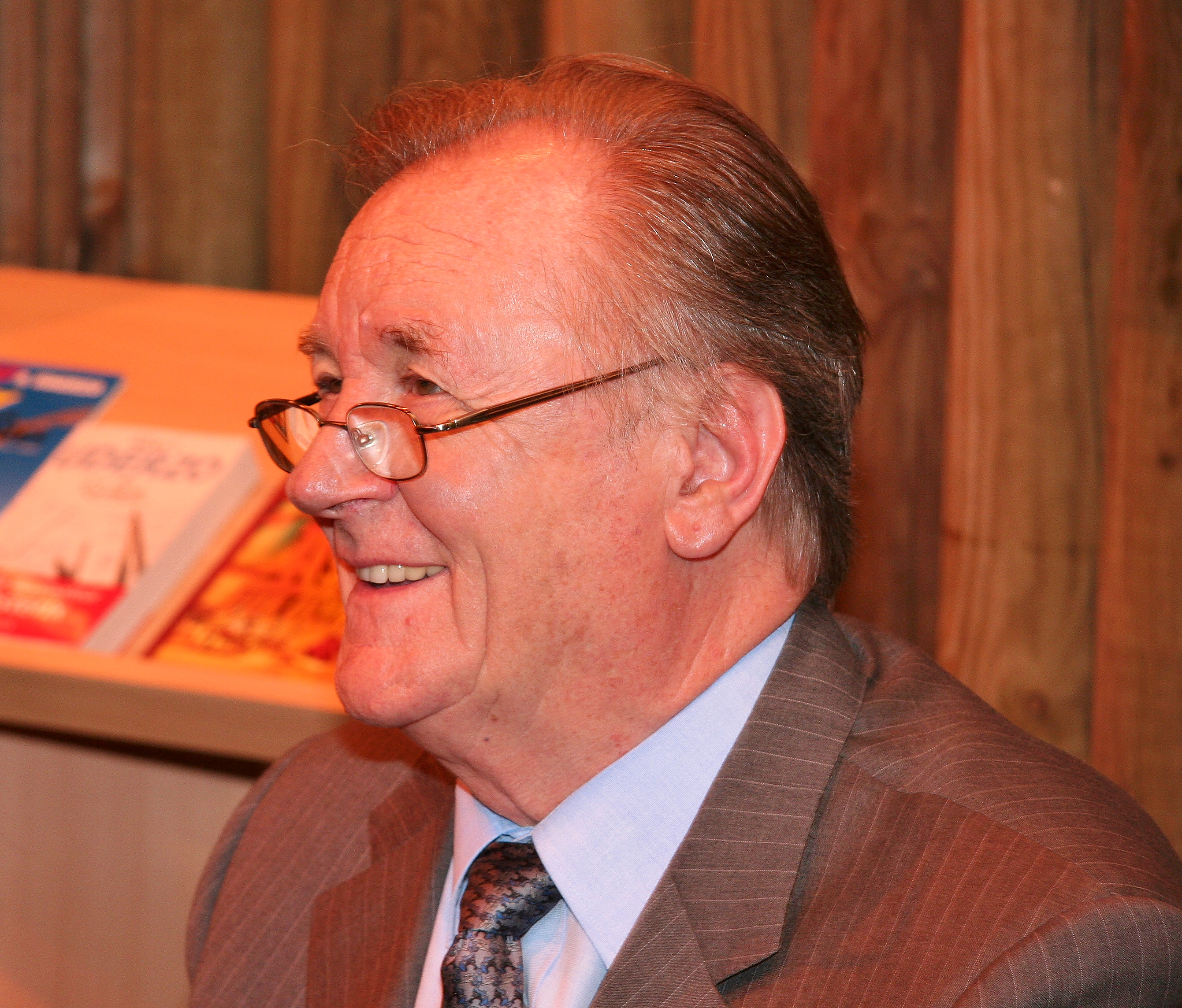
Albert Uderzo en 2008

  - Edmond Malinvaud, économiste français († 7 mars 2015).
- 1924 : Franco Mannino, pianiste, directeur d'opéra, compositeur, dramaturge et romancier italien († 1er février 2005).
- 1925 : Louis O'Neill, ancien prêtre catholique, enseignant et homme politique québécois († 23 octobre 2018).
- 1927 : Albert Uderzo, auteur de bandes dessinées français († 24 mars 2020).
- 1929 : 
  - Colette Marin-Catherine, résistante française normande.
  - Yvette Williams, athlète néo-zélandaise, championne olympique du saut en longueur († 13 avril 2019).
- 1930 : Paul Mazursky, réalisateur américain († 1er juillet 2014).
- 1932 : 
  - William Roache, acteur britannique.
  - Lia Manoliu, athlète roumaine, championne olympique du lancer du disque († 9 janvier 1998).
- 1933 : Jerry Leiber, compositeur américain († 22 août 2011).
- 1937 : Xavier Gouyou-Beauchamps, haut-fonctionnaire français, président de France télévisions de 1996 à 1999 († 15 janvier 2019).
- 1940 : Al Pacino, acteur et réalisateur américain.
- 1941 : Bertrand Tavernier, réalisateur français († 25 mars 2021).
- 1942 : Akira Tonomura, physicien japonais († 2 avril 2012).
- 1943 : 
  - Pierre Akendengué, chanteur, poète et musicien gabonais.
  - Jacques-Arnaud Penent, écrivain français († 23 mai 1994).
  - Lyubov Tyurina, joueuse de volley-ball soviétique, championne olympique († 23 octobre 2015).
- 1944 : Brigitte Gapais-Dumont, fleurettiste française, vice-championne olympique († 29 novembre 2018).
- 1945 :
  - Stu Cook, musicien américain, bassiste du groupe Creedence Clearwater Revival.
  - Björn Ulvaeus, musicien suédois du groupe ABBA.
- 1946 :
  - Vladimir Jirinovski, homme politique russe († 6 avril 2022).
  - Andrzej Seweryn, acteur français et polonais.
  - Talia Shire (Coppola), actrice américaine.
- 1947 :
  - Johan Cruyff, joueur puis entraîneur de football néerlandais († 24 mars 2016).
  - Jeffrey DeMunn, acteur américain.
  - Marylise Lebranchu, femme politique française et bretonne, anciennement élue à Morlaix et garde des Sceaux à Paris vers 1997 à 2002.
- 1949 :
  - Michael Brown, claviériste et compositeur américain du groupe The Left Banke († 19 mars 2015).
  - Dominique Strauss-Kahn, homme politique français et ancien ministre des finances et/ou de l'économie.
- 1950 : 
  - André Dubertrand, joueur de rugby à XV français.
  - François Jacolin, prélat français.
  - Yves Rome, homme politique français.
  - Michel Taffary, joueur de rugby à XV français.
- 1952 : 
  - Milena Duchková, plongeuse tchécoslovaque, championne olympique.
  - Vladislav Tretiak, joueur de hockey sur glace russe.
- 1954 :
  - Claudine Dié, footballeuse française.
  - Eiko Goshi, nageuse japonaise.
  - Birgitte Hanel, rameuse d'aviron danoise.
  - Ismo Toukonen, athlète finlandais.
- 1955 : Francis Graille, homme d'affaires français.
- 1956 : Dominique Blanc, actrice française.
- 1957 : Muriel Gerkens, femme politique belge.
- 1958 : Fish (William Derek Dick dit), chanteur écossais.
- 1959 : Francine Pelletier, romancière canadienne.
- 1961 : 
  - Frank De Winne, spationaute belge.
  - Jean-Luc Le Magueresse, footballeur français.
  - Agneta Andersson, céiste suédoise, championne olympique.
- 1963 : Philippine Leroy-Beaulieu, actrice française.
- 1964 :
  - Fadela Amara, femme politique française.
  - Hank Azaria, acteur et réalisateur américain.
  - Andy Bell, chanteur britannique du groupe Erasure.
  - Marc Durand, journaliste sportif québécois.
  - Marco D'Altrui, joueur et entraîneur de water-polo italien, champion olympique.
- 1966 :
  - Diego Domínguez, joueur de rugby à XV italo-argentin.
  - Isabelle Pasco, actrice française.
  - Éliane Tillieux, femme politique belge.
- 1967 : 
  - Maik Bullmann, lutteur allemand, champion olympique.
  - Angel Martino, nageuse américaine, triple championne olympique.
- 1969 :
  - Vanessa Beecroft, artiste américaine.Renée Zellweger en 2009

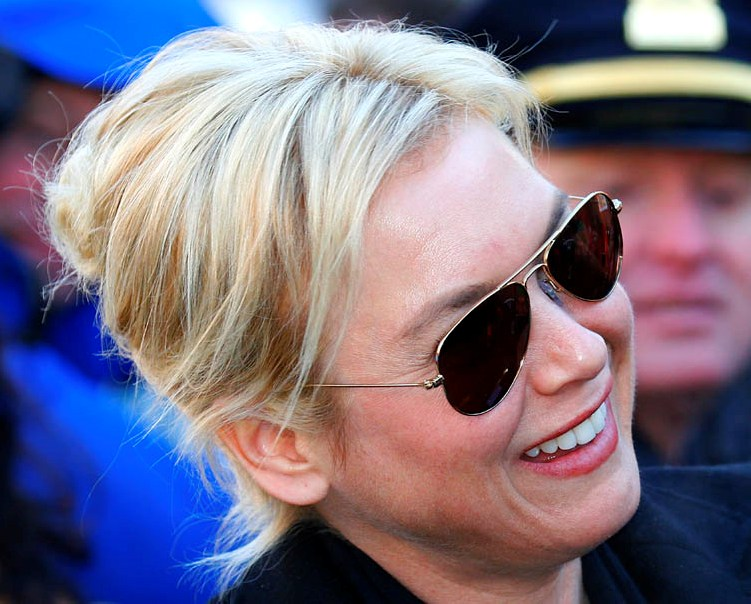
Renée Zellweger en 2009

  - Jon Olsen, nageur américain triple champion olympique par équipe.
  - Darren Woodson, joueur de football américain.
  - Renée Zellweger, actrice américaine.
- 1970 :
  - Jean-François Beaupré, acteur et auteur-compositeur-interprète québécois.
  - Jason Lee, acteur américain.
  - Jason Wiles, acteur américain.
- 1973 : Alexandre Paryguin, athlète kazakh, champion olympique de pentathlon moderne.
- 1974 : Louis de Bourbon, chef de la branche aînée de la maison des Bourbon.
- 1976 : Tim Duncan, joueur américain de basket-ball.
- 1980 : Alejandro Valverde, cycliste espagnol.
- 1981 :
  - Felipe Massa, coureur automobile brésilien.
  - Anja Pärson, skieuse alpine suédoise.
- 1982 : Karine Ferri, animatrice de télévision française.
- 1983 : Emmeline Ndongue, basketteuse française.
- 1986 :
  - Alekseï Iemeline, joueur de hockey sur glace russe.
  - Daniel Sharman, acteur britannique.
  - Éléonore Costes, actrice et vidéaste française.
- 1987 : Jay Park, chanteur et rappeur américain.
- 1988 :
  - Gabriel Bianco, musicien français.
  - Cheick Diabaté, footballeur malien.
  - Sara Paxton, actrice et chanteuse américaine.
  - Anaïs Grangerac, animatrice française.
- 1989 :
  - Marie-Michèle Gagnon, skieuse alpine canadienne.
  - Gedhun Choekyi Nyima, 11e réincarnation du panchen-lama.
  - N.O.S (Nabil Andrieu dit), rappeur français du groupe PNL.
- 1990 : Jean-Éric Vergne, pilote automobile français.
- 1992 :
  - Bryan Coquard, cycliste français.
  - Pavel Kadeřábek, footballeur tchèque.
  - Marilou Poinsot, victime de la route, à l'origine de l'association Marilou († 1er janvier 2002).
- 1993 :
  - Anna Santamans, nageuse française.
  - Raphaël Varane, footballeur français.
- 1994 : Brice Samba, footballeur français.
- 1996 : Miguel Herrán, acteur espagnol.
- 1997 : Boris Buša, joueur serbe de volley-ball.
- 1998 : Satou Sabally, basketteuse allemande.

## Décès

### XIesiècle
- 1077 : Géza Ier, roi non couronné de Hongrie de 1074 à sa mort (° vers 1040).L'empereur du Japon Antoku

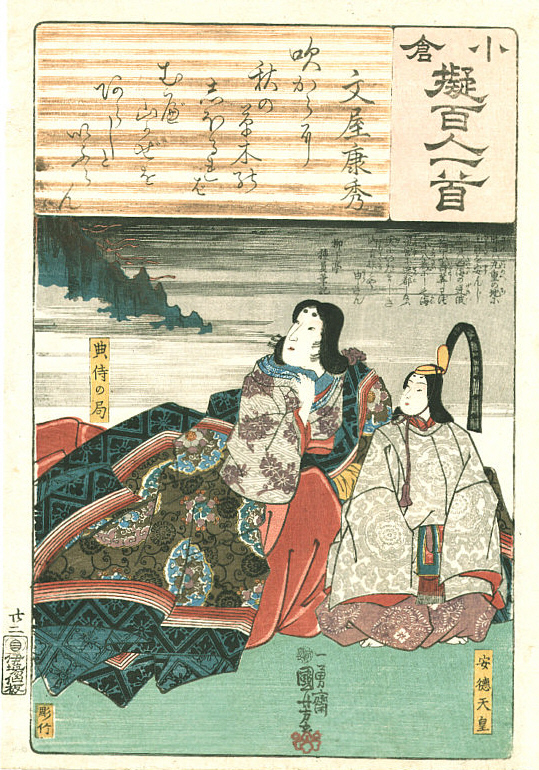
L'empereur du Japon Antoku

### XIIesiècle
- 1185 : Antoku, empereur du Japon (° 22 décembre 1178).
- 1196 : Alphonse II, roi d'Aragon (° entre 1er et 25 mars 1157).

### XIIIesiècle
- 1295 : Sanche IV, roi de Castille (° 12 mai 1258).

### XIVesiècle
- 1342 : Benoît XII, pape (° 1285).

### XVIesiècle
- 1566 : Louise Labé, poétesse française (° 1525).
- 1595 : Le Tasse (Torquato Tasso dit), poète italien (° 11 mars 1544).

### XVIIesiècle
- 1605 : Naresuan, roi de Siam (° 1555).
- 1644 : Ming Chongzhen, empereur de Chine (° 6 février 1611).Portrait d'Anders Celsius par Olof Arenius

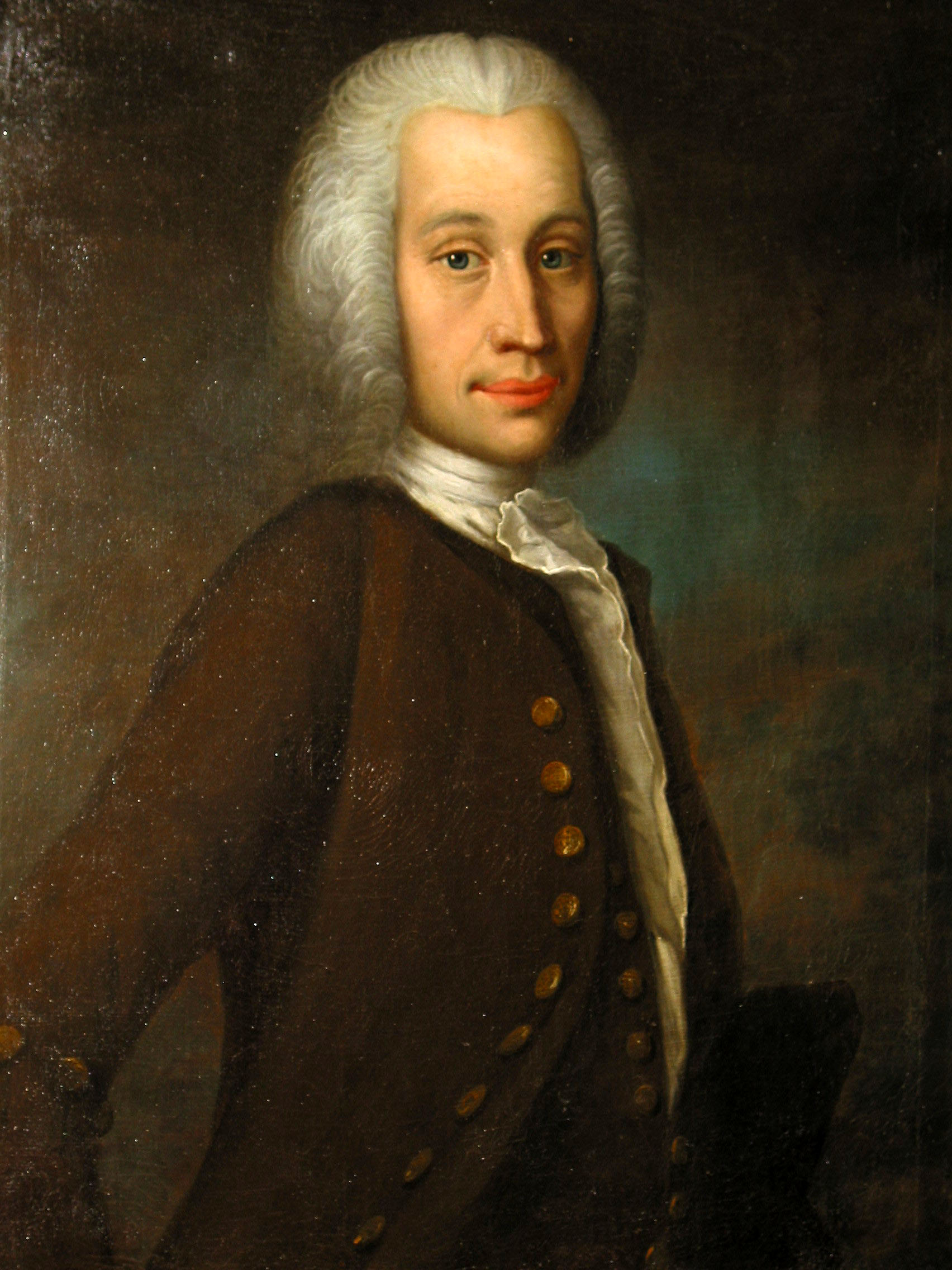
Portrait d'Anders Celsius par Olof Arenius

- 1690 : David Teniers le jeune, artiste flamand (° 15 décembre 1610).

### XVIIIesiècle
- 1744 : Anders Celsius, physicien suédois (° 27 novembre 1701).
- 1767 : Basile de Poiana Màrului, hiéromoine roumain (° 1692).
- 1792 : Nicolas Jacques Pelletier, premier guillotiné de l'histoire de France.
- 1800 : William Cowper, poète britannique (° 26 novembre 1731).

### XIXesiècle
- 1840 : Siméon Denis Poisson, mathématicien français (° 21 juin 1781).
- 1820 : Volney, philosophe et homme politique français (° 3 février 1757)
- 1882 : Hoàng Diệu, militaire mandarin (° 1828).
- 1886 : Eugène Isabey, peintre français (° 22 juillet 1803).
- 1892 : Henri Duveyrier, explorateur français (° 28 février 1840).

### XXesiècle
- 1911 : Emilio Salgari, écrivain italien (° 21 août 1862).
- 1913 : Joseph-Alfred Archambeault, évêque catholique québécois (° 23 mai 1859).
- 1914 : Ellen Ternan, actrice britannique (° 3 mars 1839).
- 1923 : Louis-Olivier Taillon, homme politique canadien (° 26 septembre 1840).
- 1928 : Piotr Nicolaïevitch Wrangel, militaire russe (° 15 août 1878).
- 1939 : 
  - Albert Larroquette, enseignant, historien et géographe (° 6 décembre 1869).
  - Georges Ricard-Cordingley, peintre français (° 30 janvier 1873).
- 1943 : Vladimir Nemirovitch-Dantchenko, homme de théâtre russe (° 11 décembre 1858).
- 1944 : Louis Chapiro, habitant du 34 de la rue parisienne des Rosiers, exécuté au Mont-Valérien (° 28 mars 1913).
- 1949 : Malcolm Waite, acteur américain (° 7 mai 1892).
- 1955 : José Moreno Villa, poète et peintre espagnol (° 16 février 1887).
- 1960 : Hope Emerson, actrice américaine (° 29 octobre 1897).
- 1968 : Félix Kir, chanoine, prêtre séculier, résistant et homme politique français, député-maire de Dijon (° 22 janvier 1876).
- 1970 : Anita Louise, actrice américaine (° 9 janvier 1915).
- 1972 : George Sanders, acteur britannique (° 3 juillet 1906).
- 1974 : Pamela Courson, compagne du meneur des Doors Jim Morrison (° 22 décembre 1946).
- 1975 :
  - Mike Brant, chanteur israélien (° 2 février 1947).
  - Jacques Duclos, homme politique français (° 2 octobre 1896).
- 1976 : 
  - Carol Reed, réalisateur britannique (° 30 décembre 1906).
  - Markus Reiner, ingénieur israélien (° 5 janvier 1886).
- 1977 : René Cuzacq, professeur et écrivain français (° 27 août 1901).
- 1982 : John Cody, prélat américain (° 24 décembre 1907).
- 1988 : Clifford D. Simak, romancier américain (° 3 août 1904).
- 1990 : Dexter Gordon, musicien américain (° 27 février 1923).
- 1992 : Yutaka Ozaki, chanteuse japonaise (° 29 novembre 1965).
- 1995 :
  - Art Fleming, acteur américain (° 1er mai 1925).
  - Ginger Rogers, actrice et danseuse américaine (° 16 juillet 1911).
- 1996 : Saul Bass, graphiste américain (° 8 mai 1920).
- 1998 : Néjib Khattab, animateur tunisien (° 24 mai 1953).
- 1999 : Michael Morris, Lord Killanin, journaliste irlandais, président du Comité international olympique de 1972 à 1980 (° 30 juillet 1914).
- 2000 : Lucien Le Cam, mathématicien français (° 18 novembre 1924).

### XXIesiècle
- 2001 : Rafael Girón, matador vénézuélien (° 1er novembre 1937).
- 2002 : Lisa Lopes, musicienne américaine du groupe TLC (° 27 mai 1971).
- 2004 :
  - Anselme Chiasson, prêtre catholique, ethnographe et folkloriste acadien (° 3 janvier 1911).
  - Jacques Rouxel, producteur et animateur de dessin animé français (° 26 février 1931).
- 2006 : Jane Jacobs, urbaniste canadienne (° 4 mai 1916).
- 2007 : Bobby Pickett, chanteur et compositeur américain (° 11 février 1938).
- 2009 :
  - Beatrice Arthur, actrice américaine (° 13 mai 1922).
  - Piotr Slonimski, médecin, biologiste, et généticien français (° 9 novembre 1922).
- 2010 :
  - Dorothy Provine, chanteuse, danseuse et actrice américaine (° 20 janvier 1935).
  - Evry Schatzman, astrophysicien français (° 16 septembre 1920).
- 2011 :
  - Denise Bonal, comédienne et dramaturge française (° 1921).
  - Christian Hauvette, architecte français (° 30 novembre 1944).
- 2012 : Louis le Brocquy, peintre irlandais (° 10 novembre 1916).
- 2013 :
  - Jacob Avshalomov, compositeur et chef d'orchestre américain (° 28 mars 1919).
  - Virginia Gibson, actrice, chanteuse et danseuse américaine (° 9 avril 1928).
  - Anna Proclemer, actrice italienne (° 30 mai 1923).
- 2014 :
  - Jean Colbe, photographe français (° 15 avril 1929).
  - Stanko Lorger, athlète de haies yougoslave puis slovène (° 14 février 1931).
  - Connor Michalek, catcheur américain (° 25 novembre 1995).
  - Tito Vilanova, footballeur espagnol par la suite devenu entraîneur (° 17 septembre 1968).
  - Stefanie Zweig, journaliste et romancière allemande (° 19 septembre 1932).
- 2015 :
  - Karl-Otto Alberty, acteur allemand (° 13 novembre 1933).
  - Jim Fanning, joueur et gérant de baseball américain (° 14 septembre 1927).
  - Jiří Hledík, footballeur tchécoslovaque puis tchèque (° 19 avril 1929).
  - Berthe Kal, soprano et pédagogue française (° 10 novembre 1913).
  - Otakar Krámský, pilote de courses de côte tchécoslovaque puis tchèque (° 1er juillet 1959).
  - Don Mankiewicz, scénariste américain (° 20 janvier 1922).
  - Alfred Schreyer, violoniste, chanteur et militant culturel juif polonais (° 8 mai 1922).
- 2016 :
  - Martin Gray, écrivain franco-américain (° 27 avril 1922).
  - Michal Hornstein, homme d'affaires et philanthrope canadien (° 17 septembre 1920).
- 2022 : Ursula Lehr, personnalité allemande.
- 2024 : Laurent Cantet, réalisateur et scénariste français de cinéma (° 11 avril 1961).

## Célébrations

### Internationales
- Journée mondiale du paludisme.
- Journée mondiale pour la sauvegarde du lien parental / Parental alienation awareness day[6].
- DNA Day (en) / journée de l'ADN célébrant la découverte de l'ADN en 1953 ci-avant.
- Fête de la Red Hat Society.

### Nationales
- Australie, îles Cook, Nouvelle-Zélande, Samoa, Tonga : journée de l'ANZAC.
- Égypte (Union africaine) : anniversaire de la restitution du Sinaï par Israël[7].
- Îles Féroé : flaggdagur[8], « fête du drapeau ».
- Italie (Union européenne à zone euro) :
  - commémoration de la fin de l'occupation allemande de l'Italie[9] ;
  - fête de la ville de Venise.
- Portugal (Union européenne à zone euro) : fête de la liberté[10] commémorant la révolution des Œillets.
- Swaziland ( / eSwatini ? Union africaine) : national flag day[11] / « journée nationale du drapeau ».

### Religieuses
- Fêtes religieuses romaines : Robigalia en l'honneur de la déesse de la fertilité Robiga.
- Rastafarianisme : dernier jour de célébration de la visite de l'empereur Hailé Sélassié Ier en Jamaïque[12].
- Bahaïsme : fêtes de Ridván célébrant la prophétie de Mirza Husayn Ali Nuri à Bagdad capitale de l'actuel Irak.

### Saints des Églises chrétiennes

#### Saints des Églises catholiques et orthodoxes
Référencés ci-après in fine, :
- Anianus d'Alexandrie († 86), évêque d'Alexandrie.
- Clarence de Vienne († 620), évêque.
- Ermin de Lobbes († 737), 2e abbé de l’abbaye de Lobbes.
- Étienne d'Antioche († 470), évêque, avec Philon et Agathopode, diacres, martyrs à Antioche.
- Gramace († 545), 21e évêque de Metz.
- Héribald († 857), évêque d'Auxerre.
- Macédonios de Constantinople († 516), patriarche.
- Marc (Jean dit[15]) († 68), disciple tardif de Jésus de Nazareth, l'un des évangélistes "canoniques", auteur le plus "court" des quatre.
- Mella († VIIIe siècle), laïque irlandaise devenue abbesse.
- Pasicrate, Valention et leurs compagnons († 302), martyrs à Durostorum en Mysie.
- Rustique de Lyon († 501), évêque.
- Sylvestre de Réome († 572), 2e abbé de l'abbaye Saint-Jean-de-Réome.

#### Saints et bienheureux des Églises catholiques
Référencés ci-après in fine :
- André Solá y Molist (es) († 1927), clarétain, José Trinidad Rangel, prêtre et Leonardo Pérez Larios, laïc, martyrs sous le gouvernement anticatholique de Calles.
- Boniface de Valperga († 1143), bienheureux religieux bénédictin - évêque d'Aoste.
- France de Vitalta († 1218), abbesse cistercienne italienne.
- Jean-Baptiste Piamarta († 1913), prêtre italien fondateur des religieux de la Sainte Famille de Nazareth.
- Mario Borzaga († 1960), bienheureux prêtre italien martyr.
- Paul Thoj Xyooj († 1960), bienheureux laïc laotien martyr.
- Pierre de Betancur (+ 1667), religieux espagnol membre du Tiers-Ordre franciscain et fondateur des religieux de Notre Dame de Bethléem.
- Robert Anderton et Guillaume Marsden († 1586), bienheureux prêtres catholiques anglais martyrs sur l'île de Wight.

#### Saint orthodoxe
- Sylvestre d'Obnorsk (ru) (+ 1379), moine (aux dates éventuellement "juliennes" / orientales)[14].

### Prénoms du jour
Bonne fête aux Marc et ses variantes : Marck, Marco, Marcos, Marcus, Mark, Markus, Marquet (cf. dictons infra) ; prénoms composés les plus fréquents : Jean-Marc, Marc-André, Marc-Antoine, Marc-Gilbert, Marc-Henri, Marco-Paulo ; et leurs formes féminines : Marcia, Marcie et Marcy. Voir à part Mars, Marcel(le) (16 janvier, 31 janvier).
Et aussi aux :
- Clarence et ses variantes : Claran, Clarens, Claron, Clarons, Clarrie, Darence, etc.
- Aux Ermin,
- France ainsi que ses variantes féminines les plus courantes : Francelina, France-Line, Franceline, France-Lise, Francelise, Francelyne, Francelyse, Francette, Frandeline et Marie-France ; sa forme masculine Francelin. Voir les sainte-Françoise, en particulier les 9 mars (fête majeure), 22 décembre ; et autres François.
- Aux Gourloez,
- Héribald.

## Traditions et superstitions

### Dictons
Saint Marc (comme Saint Georges de l'avant-veille 23 avril) fait partie des saints cavaliers antérieurs aux saints de glace, d'où les nombreux dictons météorologiques qui lui sont associés, dont :
- « À la saint-Georges sème ton orge, pour la saint-Marc il est trop tard. »[17]
- « À la saint-Marc s'il tombe de l'eau, il n'y aura pas de fruits à couteau. »
- « À la saint-Marc s'il tombe de l'eau, il n'y aura pas de fruits à noyau. »
- « Entre Georges [ou Georget] et Marquet, un jour de l'hiver se met [le 24 avril des Fidèle, peu avant mai]. »
- « Entre saint-Marc et saint-Georges, un seul beau jour peut faire de l’orge. »[17]
- « Gelées de saint-Georges, saint-Marc et saint-Robert [30 avril], récoltes à l’envers. »[18]
- « Quand Saint Marc n'est pas beau, pas de fruits à noyau. »[19]
- « Quand Saint Marc nous trempe, adieu les rentes. »[20]
- « Saint-Marc mouillé(e) au petit jour, c'est de la pluie pour tout le jour. »[21]
- « S’il gèle le 25 avril, il y aura du blé. »[22]
- « S'il pleut à la saint-Marc, les guignes couvriront le parc. »[23] / « Les guignes tombent avant d'être mûres », d'où la locution « s'en moquer / soucier comme d'une guigne »[réf. nécessaire].
- « S'il pleut le jour de la saint-Marc, point de pommes. »
- « S’il pleut le jour saint-Marc, il ne faut ni pouque (poche) ni sac. »[24]

### Astrologie
- Signe du zodiaque : 5e jour du signe astrologique du Taureau.

## Toponymie
Les noms de plusieurs voies, places, sites ou édifices de pays ou régions francophones contiennent cette date sous différentes graphies : voir Vingt-Cinq-Avril .